# Caphyra unidentata
Caphyra unidentata is een krabbensoort uit de familie van de Portunidae. De wetenschappelijke naam van de soort is voor het eerst geldig gepubliceerd in 1910 door Lenz.